# Tang Dynasty
Tang Dynasty (Chino: 唐朝乐队; pinyin: Tángcháo yuèduì) es una banda de rock y metal de China, fundada en 1988 en Pekín. A menudo es considerada como la primera banda de heavy metal en China, así como también la primera banda de folk metal de estilo asiático.

## Historia
La banda se hizo famosa en 1992 con su álbum debut que ha vendido más de dos millones de copias (contando sólo en los registros de la producción oficial), a través del continente asiático y el mundo. Su sonido tiene un acercamiento al rock progresivo o al art rock, en la que incluye las técnicas tradicionales chinas de su forma vocal con la lírica y los arreglos en el estilo de la época de la dinastía Tang, y especialmente por la cultura popular de la historia épitomée de la época contemporánea.

## Miembros
- Ding Wu - voz y guitarra.
- Zhao Nian – batería y percusión
- Gu Zhong – bajo.
- Chen Lei – guitarra.

### Miembros anteriores
- Andrew Szabo – batería.
- Zhang Ju (fallecido) – bajo.
- Kaiser Kuo – guitarra.
- Yu Yang – guitarra.
- Liu "Lao Wu" Yijun – guitarra.
- Bob Mitchell (Bao Ming) - teclados.

## Discografía

### Álbumes de estudio
- A Dream Return to Tang Dynasty (唐朝乐队:梦回唐朝 1992)
- Goodbye Zhang Ju (再见张炬 1997)
- Epic (唐朝乐队:演义 1998)
- Romantic Knight (唐朝乐队:浪漫骑士 2008)
- Ups and Downs (沉浮 2010)
- Prick (唐朝乐队:芒刺 2013)